# 奚梦瑶
奚梦瑶（英語：Ming Xi Meng Yao，1989年3月8日—），中国女性超級名模及演員。她是品牌Victoria's Secret、LÓreal Paris、Biotherm的全球代言人。

## 簡歷

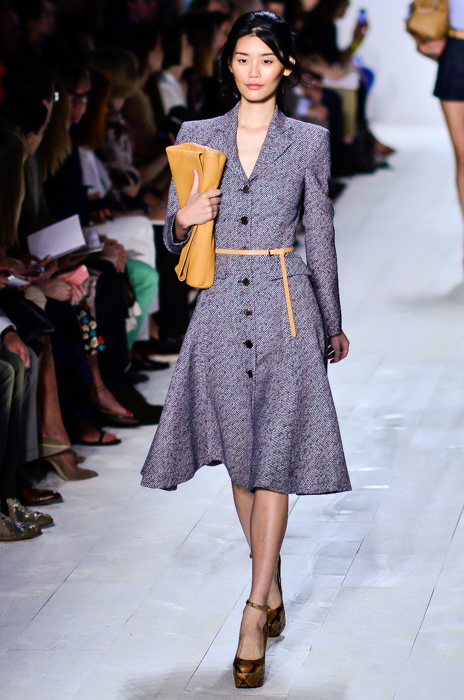
2014年的奚夢瑤

奚梦瑶出生于上海市黄浦区，2009年闯入第26届世界精英模特大赛总决赛15强，从此正式任職模特兒。2010年在法國巴黎首次参加四大时装周的走秀。2012年成为春夏上海时装周的代言人。2017年11月20日，維多利亞的秘密時尚秀首次在亚洲（上海）举办，奚梦瑶在走秀时意外摔倒引发热议。
2018年9月14日，奚梦瑶與何穗一同擔任维多利亚的秘密大中华区品牌大使。2019年5月13日，澳門富商何鴻燊兒子何猷君在上海尚嘉中心（梁安琪旗下物業）包起3層樓，以近10萬支玫瑰向她公開求婚。两人在同年7月领证结婚。
2019年10月24日下午，丈夫何猷君在instagram宣布奚夢瑤誕下兒子，取名何廣燊，英文名Ronaldo。
2021年5月9日，奚夢瑤宣布再度懷孕。同年11月，何猷君與奚夢瑤宣布產下一名女兒，Romee Ho。
2021年9月，奚梦瑶选修了北京大学&香港大学EMBA联合培养项目，并于2024年获得了香港大学高级管理人员工商管理学硕士学位。

## 演出作品

### 電影
| 上映年份 | 电影名             | 角色   |
| 2016年   | 《勇士之門》       | 樹妖   |
| 2017年   | 《喜歡·你》        | 徐招娣 |
| 2018年   | 《鋼鐵墳墓2》      | 范欽   |
| 2018年   | 《來電狂響》       | 白雪嬌 |
| 2018年   | 《斷片之險途奪寶》 | 小姝   |

### 電視劇
| 首播年份 | 劇名         | 角色   | 备注   |
| 2019年   | 趁我們還年輕 | 奚夢瑤 | 客串   |
| 2024年   | 大夢歸離     | 趙婉兒 | 網絡劇 |

### 綜藝節目
- 2009年 《加油！东方天使》[14]上海赛区五强[15]
- 《愛上超模》第二季 常駐嘉賓
- 《我們來了》第一季 常駐嘉賓
- 《高能少年团》常驻嘉宾
- 《天使之路》常駐嘉賓
- 《女人有話說》

## 外部連結
- 奚梦瑶的新浪微博
- 奚梦瑶的Instagram帳戶